# Xã North Bethlehem, Quận Washington, Pennsylvania
Xã North Bethlehem (tiếng Anh: North Bethlehem Township) là một xã thuộc quận Washington, tiểu bang Pennsylvania, Hoa Kỳ. Năm 2010, dân số của xã này là 1.631 người.